# Tuomas Iisalo
Tuomas Iisalo (Helsinki, 29 luglio 1982) è un ex cestista e allenatore di pallacanestro finlandese.

## Carriera
Ha fatto parte della nazionale di pallacanestro finlandese.

## Palmarès

### Giocatore
- Coppa di Finlandia: 1

Espoon Honka: 2009

### Allenatore

#### Squadra
- Leaders Cup: 1

Paris: 2024
- Basketball Champions League: 1

Bonn: 2022-2023
- Eurocup: 1

Paris: 2023-2024

#### Individuale
- Basketball-Bundesliga Allenatore dell'anno: 2

Bonn: 2021-2022, 2022-2023
- Basketball Champions League Best Coach: 1

Bonn: 2022-2023
- ULEB Eurocup Coach of the Year: 1

Paris: 2023-2024
- Miglior allenatore della LNB Pro A: 1

Paris: 2023-2024